# Atsushi Yamaguchi
Atsushi Yamaguchi (født 8. juli 1980) er en tidligere japansk fodboldspiller.
Han har spillet for flere forskellige klubber i sin karriere, herunder Tokushima Vortis.